# Naughty Boy

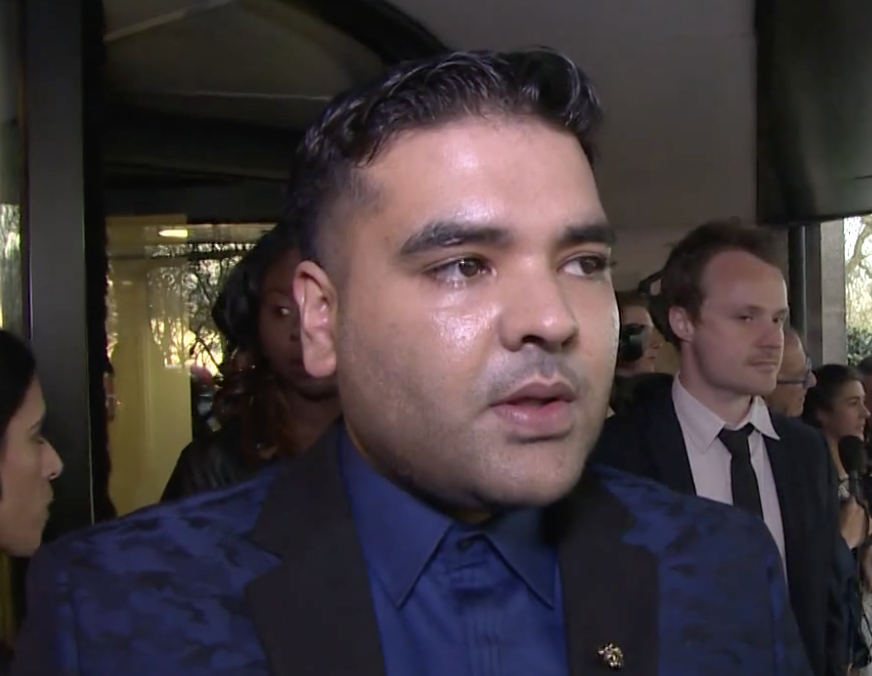
Naughty Boy, 2015

Naughty Boy (* 13. März 1985 in Watford; eigentlich Shahid Khan) ist ein britischer Songwriter, Musikproduzent, Musiker und Rapper.

## Leben
Am 13. März 1985 wurde Khan als Sohn von pakistanischen Eltern in Watford geboren. Zunächst studierte Khan Business und Marketing an der London Guildhall University (jetzt London Metropolitan University), brach das Studium aber nach seinem ersten Semester ab und begann verschiedene Jobs. Unter anderem arbeitete Khan bei Dominos Pizza und im Watford General Hospital. Während dieser Periode seines Lebens beschloss er, unter dem Namen Naughty Boy Recordings eigene Musik zu schreiben und zu produzieren. Im Jahr 2007 gewann er in der britischen Version der Gameshow Deal or No Deal 44.000 £. Davon gab er 15.000 £ an seine Eltern, kaufte einen Audi A3 und richtete ein Musikstudio in einem Schuppen im elterlichen Garten in Charlock Way in Watford, Hertfordshire ein. Die Finanzen erlaubten es Khan, seine Songs später in einem Studio in Ealing, West London aufzunehmen. Er erhielt einen Drei-Jahres-Vertrag mit Sony ATV und einen Ein-Album-Plattenvertrag bei Virgin Records (EMI Records). Sein Debütalbum Hotel Cabana erschien im August 2013. La La La wurde als Vorab-Single veröffentlicht und war in Europa kommerziell sehr erfolgreich.

## Diskografie

### Studioalben
| Jahr | Titel        | Höchstplatzierung, Gesamtwochen, AuszeichnungChartplatzierungen (Jahr, Titel, Platzierungen, Wochen, Auszeichnungen, Anmerkungen) | Höchstplatzierung, Gesamtwochen, AuszeichnungChartplatzierungen (Jahr, Titel, Platzierungen, Wochen, Auszeichnungen, Anmerkungen) | Höchstplatzierung, Gesamtwochen, AuszeichnungChartplatzierungen (Jahr, Titel, Platzierungen, Wochen, Auszeichnungen, Anmerkungen) | Höchstplatzierung, Gesamtwochen, AuszeichnungChartplatzierungen (Jahr, Titel, Platzierungen, Wochen, Auszeichnungen, Anmerkungen) | Anmerkungen                           |
| Jahr | Titel        | DE | AT | CH | UK | Anmerkungen                           |
| ---- | ------------ | --- | --- | --- | --- | ------------------------------------- |
| 2013 | Hotel Cabana | DE30 (2 Wo.)DE | AT33 (1 Wo.)AT | CH8 (4 Wo.)CH | UK2 Silber · (7 Wo.)UK | Erstveröffentlichung: 23. August 2013 |

### Singles als Leadmusiker
| Jahr | Titel Album                      | Höchstplatzierung, Gesamtwochen, AuszeichnungChartplatzierungen (Jahr, Titel, Album, Platzierungen, Wochen, Auszeichnungen, Anmerkungen) | Höchstplatzierung, Gesamtwochen, AuszeichnungChartplatzierungen (Jahr, Titel, Album, Platzierungen, Wochen, Auszeichnungen, Anmerkungen) | Höchstplatzierung, Gesamtwochen, AuszeichnungChartplatzierungen (Jahr, Titel, Album, Platzierungen, Wochen, Auszeichnungen, Anmerkungen) | Höchstplatzierung, Gesamtwochen, AuszeichnungChartplatzierungen (Jahr, Titel, Album, Platzierungen, Wochen, Auszeichnungen, Anmerkungen) | Höchstplatzierung, Gesamtwochen, AuszeichnungChartplatzierungen (Jahr, Titel, Album, Platzierungen, Wochen, Auszeichnungen, Anmerkungen) | Anmerkungen                                                               |
| Jahr | Titel Album                      | DE | AT | CH | UK | US | Anmerkungen                                                               |
| ---- | -------------------------------- | --- | --- | --- | --- | --- | ------------------------------------------------------------------------- |
| 2005 | Phat Beach (I’ll Be Ready) –     | — | — | — | UK36 (3 Wo.)UK | — | Erstveröffentlichung: Dezember 2005                                       |
| 2010 | Never Be Your Woman Hotel Cabana | — | — | — | UK8 Silber · (9 Wo.)UK | — | Erstveröffentlichung: 28. Februar 2010 presents Wiley feat. Emeli Sandé   |
| 2012 | Wonder Hotel Cabana              | — | — | — | UK10 Silber · (11 Wo.)UK | — | Erstveröffentlichung: 19. Oktober 2012 feat. Emeli Sandé                  |
| 2013 | La La La Hotel Cabana            | DE2 ×3Dreifachgold · (48 Wo.)DE | AT3 Platin · (34 Wo.)AT | CH2 Platin · (42 Wo.)CH | UK1 ×3Dreifachplatin · (… Wo.)UK | US19 ×2Doppelplatin · (20 Wo.)US | Erstveröffentlichung: 17. Mai 2013 Verkäufe: + 5.070.906; feat. Sam Smith |
| 2013 | Lifted Hotel Cabana              | DE55 (9 Wo.)DE | — | CH61 (3 Wo.)CH | UK8 (5 Wo.)UK | — | Erstveröffentlichung: 19. August 2013 feat. Emeli Sandé                   |
| 2013 | Think About It Hotel Cabana      | — | — | — | UK78 (2 Wo.)UK | — | Erstveröffentlichung: 17. November 2013 feat. Wiz Khalifa & Ella Eyre     |
| 2014 | Home –                           | — | — | — | UK45 (1 Wo.)UK | — | Erstveröffentlichung: 28. Juli 2014 feat. Sam Romans                      |
| 2015 | Runnin’ (Lose It All) –          | DE85 (9 Wo.)DE | AT12 (14 Wo.)AT | CH23 (24 Wo.)CH | UK4 ×2Doppelplatin · (29 Wo.)UK | US90 (1 Wo.)US | Erstveröffentlichung: 18. September 2015 feat. Beyoncé & Arrow Benjamin   |
| 2016 | Should’ve Been Me –              | — | — | — | UK61 Silber · (9 Wo.)UK | — | Erstveröffentlichung: 18. November 2016 feat. Kyla & Popcaan              |

Weitere Singles
- 2017: One Chance to Dance (feat. Joe Jonas)
- 2018: All Or Nothing (mit Ray BLK & Wyclef Jean)
- 2018: Bungee Jumping (feat. Emeli Sandé & Rahat Fateh Ali Khan)
- 2019: Undo (mit Calum Scott & Shenseea)
- 2019: Live Before I Die (mit Mike Posner)

### Singles als Gastmusiker
| Jahr | Titel Album                 | Höchstplatzierung, Gesamtwochen, AuszeichnungChartsChartplatzierungen (Jahr, Titel, Album, Platzierungen, Wochen, Auszeichnungen, Anmerkungen) | Anmerkungen                                                                   |
| Jahr | Titel Album                 | UK | Anmerkungen                                                                   |
| ---- | --------------------------- | --- | ----------------------------------------------------------------------------- |
| 2011 | Daddy Our Version of Events | UK21 (3 Wo.)UK | Erstveröffentlichung: 27. November 2011 Emeli Sandé feat. Naughty Boy         |
| 2017 | Dimelo –                    | UK2 Gold · (10 Wo.)UK | Erstveröffentlichung: 3. Dezember 2017 Rak-Su feat. Wyclef Jean & Naughty Boy |

Weitere Gastbeiträge
- 2018: Stay Here in the Sun (TALA feat. Naughty Boy)

## Auszeichnungen für Musikverkäufe
| Goldene Schallplatte - Australien - 2015: für die Single Runnin’ (Lose It All) - Belgien - 2013: für die Single La La La - Dänemark - 2013: für das Streaming Heaven (Emeli Sandé) - 2013: für die Single La La La - 2023: für die Single Runnin’ (Lose It All) - Deutschland - 2012: für die Autorenbeteiligung und Produktion Anti Hero (Brave New World) (Marlon Roudette) - Griechenland - 2025: für die Single La La La - Italien - 2012: für die Autorenbeteiligung Heaven (Emeli Sandé) - 2016: für die Single Runnin’ (Lose It All) - Kanada - 2014: für die Single La La La - Neuseeland - 2021: für das Album Hotel Cabana - Polen - 2015: für das Album Hotel Cabana - Spanien - 2013: für das Streaming La La La - 2024: für die Single Runnin’ (Lose It All) - Vereinigtes Königreich - 2013: für die Autorenbeteiligung Heaven (Emeli Sandé) | Platin-Schallplatte - Kanada - 2025: für die Single La La La - Spanien - 2025: für die Single La La La - Vereinigtes Königreich - 2017: für die Autorenbeteiligung „Clown“ (Emeli Sandé) 2× Platin-Schallplatte - Australien - 2013: für die Single La La La - Brasilien - 2024: für die Single La La La - 2024: für die Single Runnin’ (Lose It All) - Italien - 2014: für die Single La La La - Neuseeland - 2024: für die Single Runnin’ (Lose It All) - Polen - 2016: für die Single Runnin’ (Lose It All) 3× Platin-Schallplatte - Neuseeland - 2024: für die Single La La La - Schweden - 2014: für die Single La La La 4× Platin-Schallplatte - Dänemark - 2014: für das Streaming La La La |

Anmerkung: Auszeichnungen in Ländern aus den Charttabellen bzw. Chartboxen sind in ebendiesen zu finden.
| Land/RegionAuszeichnungen für Musikverkäufe (Land/Region, Auszeichnungen, Verkäufe, Quellen) | Silber     | Gold       | Platin       | Verkäufe  | Quellen                                   |
| -------------------------------------------------------------------------------------------- | ---------- | ---------- | ------------ | --------- | ----------------------------------------- |
| Australien (ARIA)                                                                            | —          | Gold1      | 2× Platin2   | 175.000   | aria.com.au                               |
| Belgien (BRMA)                                                                               | —          | Gold1      | —            | 15.000    | ultratop.be                               |
| Brasilien (PMB)                                                                              | —          | —          | 4× Platin4   | 240.000   | pro-musicabr.org.br                       |
| Dänemark (IFPI)                                                                              | —          | 3× Gold3   | 4× Platin4   | 60.000    | ifpi.dk                                   |
| Deutschland (BVMI)                                                                           | —          | 2× Gold2   | Platin1      | 600.000   | musikindustrie.de                         |
| Finnland (IFPI)                                                                              | —          | —          | —            | 19.406    | ifpi.fi                                   |
| Frankreich (SNEP)                                                                            | —          | —          | —            | 61.500    | infodisc.fr. Abgerufen am 9. Januar 2024. |
| Griechenland (IFPI)                                                                          | —          | Gold1      | —            | 10.000    | Einzelnachweise                           |
| Italien (FIMI)                                                                               | —          | 2× Gold2   | 2× Platin2   | 100.000   | fimi.it                                   |
| Kanada (MC)                                                                                  | —          | Gold1      | —            | 40.000    | musiccanada.com                           |
| Neuseeland (RMNZ)                                                                            | —          | Gold1      | 5× Platin5   | 157.500   | radioscope.co.nz NZ2                      |
| Österreich (IFPI)                                                                            | —          | —          | Platin1      | 30.000    | ifpi.at                                   |
| Polen (ZPAV)                                                                                 | —          | Gold1      | 2× Platin2   | 50.000    | olis.pl                                   |
| Portugal (AFP)                                                                               | —          | —          | Platin1      | 10.000    | Einzelnachweise                           |
| Schweden (IFPI)                                                                              | —          | —          | 3× Platin3   | 120.000   | sverigetopplistan.se                      |
| Schweiz (IFPI)                                                                               | —          | —          | Platin1      | 30.000    | hitparade.ch                              |
| Spanien (Promusicae)                                                                         | —          | 2× Gold2   | Platin1      | 90.000    | elportaldemusica.es promusicae.es         |
| Vereinigte Staaten (RIAA)                                                                    | —          | —          | 2× Platin2   | 2.000.000 | riaa.com                                  |
| Vereinigtes Königreich (BPI)                                                                 | 4× Silber4 | 2× Gold2   | 6× Platin6   | 5.060.000 | bpi.co.uk                                 |
| Insgesamt                                                                                    | 4× Silber4 | 17× Gold17 | 35× Platin35 |           |                                           |